# Сава Петрович
Сава Петрович Гърмия (на сръбски: Сава Петровић Грмија) е сръбски революционер и офицер, войвода на чета на Сръбската пропаганда в Македония от началото на XX век.

## Биография
Сава Петрович е роден на 23 юли 1882 година в Прищина, тогава в Османската империя. Завършва основно училище в родния си град и след това учи в сръбски прогимназии в Скопие и Солун. През 1905 година бяга в Кралство Сърбия и започва служба във Втори пехотен полк „Княз Михайло“ в Ниш. След това завършва военна школа и служи в 12 пехотен полк „Цар Лазар“ в Крушевац. През 1907 година се присъединява към Сръбската въоръжена пропаганда в Македония като четник в Поречието, а скоро след това е назначен за началник на горския щаб. През Балканската война служи в Първи пехотен полк и участва в сражението при Свирци, както и в битките за Косово, Битоля и Елбасан. В Първата световна война е командир на гвардейска част и на Шести пехотен полк. Участва в битката в планината Гучево, загива на 28 октомври 1914 година край град Лозница. Посмъртно е повишен в чин капитан.